# Yaak Karsunke
Yaak Karsunke (* 4. Juni 1934 in Berlin; eigentlich Georg Karsunke; † 13. Mai 2025) war ein deutscher Schriftsteller und Schauspieler. Er begann mit politischer Lyrik; ab Ende der 1960er Jahre schrieb er auch vermehrt Theaterstücke sowie Hörspiele. 1989 veröffentlichte er den Kriminalroman Toter Mann, für den er 1990 den 2. Platz beim Deutschen Krimipreis erhielt. Außerdem wurde ihm 2005 der Erich-Fried-Preis verliehen.

## Biografie
Yaak Karsunke war der Sohn des Diplom-Ingenieurs und Fabrikdirektors Hans Karsunke sowie der Verlagsprokuristin Annemarie Karsunke, geborene Polit. Er wuchs im Berliner Bezirk Pankow auf. 1949 zog die Familie in den West-Berliner Ortsteil Friedenau um. Dort besuchte Karsunke das Gymnasium, machte 1953 das Abitur und studierte anschließend drei Semester Rechtswissenschaften. Nach Abbruch des Studiums absolvierte er von 1955 bis 1957 eine Schauspielausbildung an der Max-Reinhardt-Schule für Schauspiel. Von 1957 bis 1964 lebte er von Gelegenheitsarbeiten.
1964 ging Karsunke nach München, wo er sich in der außerparlamentarischen Opposition engagierte; 1968 war er Sprecher der Ostermarsch-Kampagne für Demokratie und Abrüstung. 1965 gründete er mit anderen linken Autoren in München die Literaturzeitschrift Kürbiskern, deren Mitherausgeber und Chefredakteur er bis 1968 war. Nach der Niederschlagung des Prager Frühlings im August 1968 verließ er die Redaktion aus Protest gegen die sowjetische Politik.
1965 und 1967 nahm Karsunke an Schriftstellertreffen der Gruppe 47 teil. Ab 1969 war er freier Schriftsteller. Anfangs schrieb er Theaterkritiken für Zeitschriften und arbeitete als Theaterkritiker des Kulturspiegels beim Bayerischen Rundfunk. Daneben verfasste er als eigene Texte vorwiegend Lyrik, ab 1972 schrieb er auch Theaterstücke sowie Hörspiele.
Ab Beginn der 1970er Jahre verband Karsunke eine Freundschaft mit Rainer Werner Fassbinder, in dessen Filmen er zum Teil als Schauspieler in verschiedenen Nebenrollen mitwirkte. Von 1976 bis 1979 wirkte er als Fachberater für Drehbuch und Dramaturgie an der Deutschen Film- und Fernsehakademie und von 1991 bis 1999 als Gastprofessor für „Szenisches Schreiben“ an der Hochschule der Künste in Berlin, wo er in der Westfälischen Straße lebte.
Im Mai 2025 starb er im Alter von 90 Jahren.

## Vorname „Yaak“
Yaak Karsunke hieß mit eigentlichem Vornamen Georg. Hieraus wurde im Jugendalter die Abkürzung Jörg. Zieht man den Namen (zum Beispiel beim lauten Rufen) in die Länge, so hört er sich wie Yaak an. Diesen Namen verwendete Karsunke später auch als Schriftsteller.

## Werke
- Kilroy & andere. Gedichte. Wagenbach, Berlin 1967; Neuauflage in Kilroy & andere. reden & ausreden. Lyrikedition 2000, München 2000, ISBN 978-3935284264.
- reden & ausreden. Gedichte- Wagenbach, Berlin 1969; Neuauflage in Kilroy & andere. reden & ausreden. Lyrikedition 2000, München 2000, ISBN 978-3935284264.
- Hallo, Irina, Bilderbuch, Weinheim 1970 (zusammen mit Dietlind Blech).
- mit Riki Hachfeld: Die Apotse kommen. Kinderbuch. Bilderbuch, München 1972.
- Listen to Liston, Hörspiel, 1972.
- & jetzt Bachmann. Abrichtung eines Täters, Hörspiel, 1972.
- mit Peter Janssens: Die Bauernoper. Szenen aus dem Schwäbischen Bauernkrieg von 1525. Theaterstück mit Musik von Peter Janssens, Frankfurt 1973 (Uraufführung 1973 am Landestheater Tübingen).
- Josef Bachmann / Sonny Liston, Versuche aus der Unterklasse auszusteigen. Textmontagen. Berlin 1973.
  - Vorläufer-Text, nur der Text über Liston & das Boxen: They’ll never come back, deutsch in: Renate Matthaei (Hrsg.): Trivialmythen. März Verlag, Frankfurt am Main 1970, S. 141–150; wieder in: März-Texte 1 & Trivialmythen. Area, Erftstadt 2004, ISBN 3899960297, S. 461–470.
- Germinal. Theaterstück, Frankfurt 1974 (Uraufführung 1974 ebenda). Nach Émile Zolas Roman.
- mit Peter Janssens (Musik): Ruhrkampf-Revue. Theaterstück Frankfurt 1975 (Uraufführung 1975 in Castrop-Rauxel).
- 1525 - dran dran dran!, Hörspiel, 1975.
- Der Doppelverlierer, Hörspiel, 1976.
- Und die Großen lässt man laufen, Hörspiel, 1978.
- da zwischen. 35 Gedichte & ein Stück. Rotbuch, Berlin 1979, ISBN 978-3880222069 (Neuauflage in da zwischen / auf die gefahr hin. Lyrikedition 2000, München 2003, ISBN 978-3865200099.)
- Unser schönes Amerika. Theaterstück, Frankfurt 1979 (mit Musik von Wilhelm Dieter Siebert).
- auf die Gefahr hin. Gedichte. Rotbuch, Berlin 1982, ISBN 3-88022-262-2 (Neuauflage in da zwischen / auf die gefahr hin. Lyrikedition 2000, München 2003, ISBN 978-3865200099.)
- Nach Mitternacht, Theater, Frankfurt 1982 (nach dem Exilroman Nach Mitternacht von Irmgard Keun)
- Henker der Revolution, Hörspiel, 1984.
- Die Guillotine umkreisen, Berlin 1984 (zusammen mit Arwed D. Gorella).
- Kinder der Liebe, Frankfurt 1986.
- Toter Mann, Kriminalroman, Rotbuch, Berlin 1989, ISBN 3-88022-051-4.
- gespräch mit dem stein, Gedichte, Rotbuch, Berlin 1992, ISBN 3-88022-778-0.
- hand & fuß, Gedichte, Buch & Media / Lyrikedition 2000, München 2004, ISBN 3-86520-044-3.

## Filmografie
Yaak Karsunke spielte in verschiedenen Filmen in kleineren Nebenrollen mit:
- Götter der Pest, Kommissar, 1969, (Regie: Rainer Werner Fassbinder).
- Liebe ist kälter als der Tod, Kommissar, 1969, (Regie: Rainer Werner Fassbinder).
- Aus einem deutschen Leben, Unteroffizier, 1977, (Regie: Theodor Kotulla).
- Berlin Alexanderplatz, (Regie: Rainer Werner Fassbinder):
  - Episode 1 – Die Strafe beginnt, Jailer, 1980.
  - Episode 14 – Mein Traum vom Traum des Franz Biberkopf von Alfred Döblin: Ein Epilog, Jailer, 1980.
- Es gräbt, Kurzfilm, 1986.

## Übersetzungen
- Arnold Wesker: Die Freunde, Frankfurt am Main 1970 (zusammen mit Ingrid Karsunke).